# ابن الداية
أبو جعفر أحمد بن يوسف بن الداية كاتب الدولة الطولونية المتوفى سنة 340 هـ / 951م. كانت جدته لأبيه داية لإبراهيم بن المهدي العباسي فنُسب إليها، وكان أبوه يوسف رضيعاً لـالمعتصم العباسي، وقد وفد يوسف ابن الداية إلى مصر وفيها وُلد ابنه أحمد.
نشأ ابن الداية في القطائع في عهد ابن طولون، وكان واسع الثقافة فكان كاتباً وشاعراً ورياضياً، وعمل كاتباً لآل طولون وألف في تاريخهم عدة كتب منها:
- سيرة أحمد بن طولون.
- سيرة خمارويه بن أحمد بن طولون.
- سيرة هارون بن خمارويه.
- غلمان بني طولون.

وغيرها من المؤلفات، وقد فُقدت كل مؤلفات ابن الداية ولم يبق منها سوى مؤلفان:
- سيرة أحمد بن طولون الذي وصل منقولاً في كتاب المغرب في حلى المغرب لبني سعيد المغاربة .
- المكافأة وحسن العقبى.

وقد جاءت سيرة بن طولون لابن الداية غاية في الدقة والأمانة نظراً لأنه نقلها عن معاصرين لإبن طولون ومعايشين له أمثال نسيم الخادم وشعيب بن صالح وأبو جعفر المروزي وابن عبدكان كاتب ابن طولون.